# Sportclub Wacker
Lo Sportclub Wacker fu una società calcistica austriaca del distretto viennese di Meidling. Nacque fra il 1906 e il 1908 per iniziativa dello studente Max Freund, e si fuse nel 1971 con l'Admira per formare l'Admira/Wacker. I colori sociali erano il bianco e il nero. Il campo di gioco lo Stadion an der Rosasgasse nelle immediate vicinanze del castello di Schönbrunn (da cui il soprannome Schönbrunner dato ai giocatori).
In 53 stagioni nella massima categoria del campionato austriaco i Meidlinger Buam hanno vinto complessivamente 478 partite. Il punto più alto della storia del club fu senza dubbio nel 1947, quando ottenne il double vincendo campionato e coppa. Quattro anni dopo arrivò il più prestigioso risultato internazionale, con la finale della Coppa Mitropa. In questo periodo i bianconeri si fecero conoscere anche come gli "eterni secondi" del campionato. Infatti il Wacker arrivò per ben 8 volte alla piazza d'onore, a fronte di un solo titolo.

## Storia

### Fondazione e primi anni
Il Wacker fu fondato per iniziativa di Max Freund, uno studente del quartiere di Meidling, già giocatore per il Wiener AC, stanco dei lunghi e costosi viaggi da Meidling al Prater per gli allenamenti. Così, insieme all'amico Oskar Wittek, raccolse numerose adesioni di altri studenti, che formarono una squadra che si allenava vicino al macello di Meidling. Nel 1906 quindi Freund propose la creazione di una squadra a tutti gli effetti, lo Sportclub Wacker appunto.
La sede fu prontamente costituita in Aichholzgasse 33, in una lavanderia dove i giocatori potevano lasciare i propri effetti personali, e persino le barre della porta. Fu anche convinta la madre di uno degli studenti a cucire divise bianco-nere per tutta la squadra. I colori divennero così definitivi.

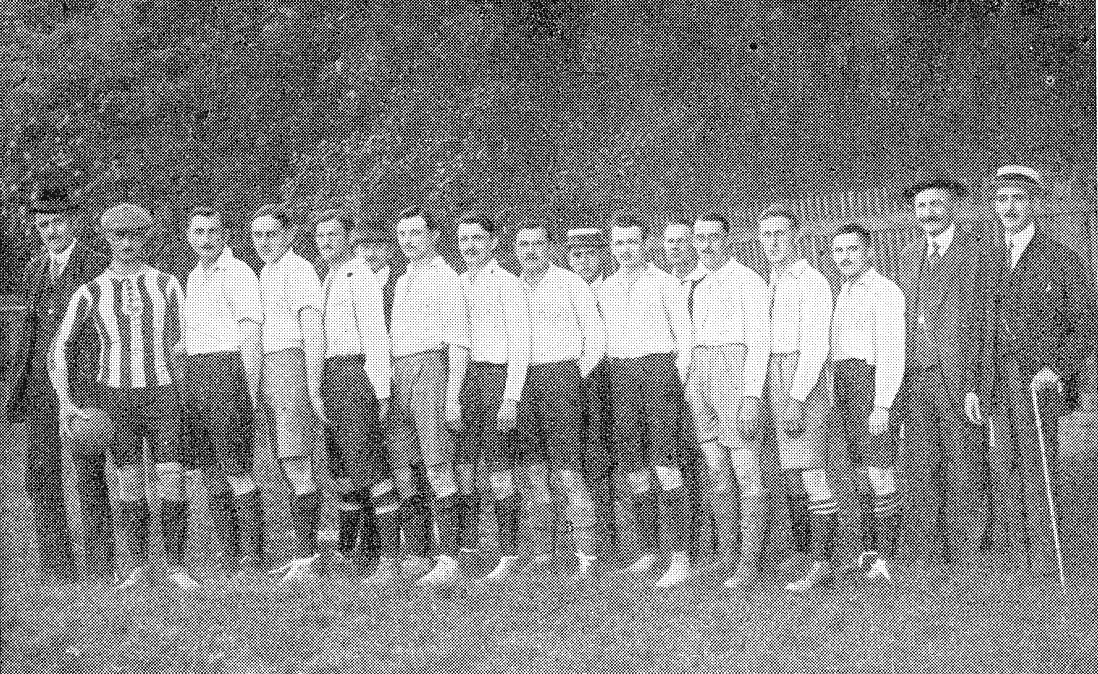
Una formazione del 1909, l'anno di affiliazione alla ÖFV

Nel 1907 fu individuato in Rudolf Krones l'uomo giusto per fare del Wacker un club a tutti gli effetti, con la creazione del primo consiglio dirigente. Il primo campo da gioco fu il Gastwirten Nitsch, qui avvenne nel 1909 l'esordio ufficiale contro l'ASV Hertha. La partita terminò con il punteggio di 3-1 per gli ospiti. Nello stesso anno il club perfeziona l'adesione alla Österreichischen Fußballverband, partendo dalla 3. Klasse viennese (la categoria più bassa dell'epoca), sbaragliando la concorrenza delle altre squadre fino ad ottenere la promozione in 2. Klasse. Qui la concorrenza si fa più nutrita, con squadre allora in voga come Blue Star, Red Star, Wiener Bewegungsspieler, Donaustadt, Nußdorfer AC, SC Ober St. Veit e Hernalser Sportfreunden. All'esordio, nel primo campionato nazionale i Meidlinger Buam ottengono il titolo di 2. Klasse, e il diritto di disputare gli spareggi per la promozione in 1. Klasse. Nonostante la secca sconfitta patita dal Rudolfshügel (0-6) e la permanenza in seconda divisione, il club è ormai una realtà di primo piano: lo dimostra anche la prima, storica convocazione in nazionale di Franz Twaroch, stella del club e primo giocatore non della massima serie a vestire la casacca della nazionale austriaca.

### L'arrivo in prima divisione
La promozione era però solo rimandata. Nella stagione successiva i bianconeri stabilirono il record di 15 vittorie su 19 partite di 2. Klasse (con 4 pareggi), e 34 punti (nove più dell'immediata inseguitrice, il Wiener Bewegungsspieler). Nello spareggio promozione/retrocessione con l'Hertha arrivò la sconfitta per 2-0 all'andata, così il pareggio del ritorno per 2-2 servì solo a salvare l'imbattibilità interna stagionale. Nel 1913-1914 per la terza volta in altrettante partecipazioni il Wacker vinse il campionato; questa volta però, grazie all'abolizione degli spareggi, il primo posto in 2. Klasse valeva la promozione diretta nel massimo campionato. In questa occasione si propose per la prima volta la rivalità con l'Admira, in una sfida che in futuro avrebbe avuto luogo ai massimi livelli nazionali. Fu anche stabilito un record di gol segnati (addirittura 102 in 24 partite, con 15 subiti). Nel 1914-1915 il Wacker esordì in 1. Klasse. Il campionato fu sospeso dopo 9 partite per lo scoppio della prima guerra mondiale, con i bianconeri al penultimo posto. La guerra richiese anche un pesante tributo al club: quasi tutti i giocatori furono chiamati alle armi, circa la metà non tornò. Durante i campionati di guerra il Wacker giocò un ruolo secondario, senza possibilità di lottare per il titolo. Anche dopo l'armistizio le cose non andarono meglio, infatti nella prima stagione post-bellica (1918-1919) la squadra arrivò ultima, e non fu retrocessa solo per una riforma dell'organico del campionato. La crescente popolarità del club rese necessario pensare alla costruzione di un nuovo, e più capiente, stadio. Fu così che, l'8 ottobre 1921, fu inaugurato lo Stadion an der Rosasgasse, capace di 20.000 spettatori.

### A metà classifica
Ma il primo grande risultato arrivò poco tempo dopo: con una sensazionale (e inattesa) vittoria per 4-2 sul Rapid Vienna i meidlinger arrivarono alla finale della Niederösterreichischen-Cup 1922-1923. La partita decisiva, contro il Wiener SC, pur molto combattuta, terminò 3-1 per gli avversari, davanti a 20.000 spettatori alla Hohe Warte. La formazione scesa in campo era: Feigl; Kolndorfer, Huber; Klicka, Resch, Pellet; Liebhardt, Kowanda (autore del gol), Wana, Röscher, Stach. In questi anni il Wacker conobbe un lungo periodo di campionati conclusi a metà classifica, senza lotte per il titolo o la retrocessione, cogliendo qualche isolato successo contro grandi club. Con l'arrivo del professionismo, nel 1924, il club si affiliò alla Wiener Fußball-Verband, nella I. Liga. Nella prima stagione concluse il campionato al 7º posto, e anche negli anni seguenti si classificò sempre a metà classifica. Anche i primi allenatori professionisti (Rigo Kuthan e Konrád) non portarono frutti tangibili. Nel 1927-1928 la squadra colse il miglior risultato della sua storia sino a quel momento, con il 4º posto finale.
L'11 giugno 1929 a Praga, contro lo Slavia, allora squadra di vertice europea, il Wacker ottenne una brillante vittoria per 3-0, con in panchina l'ex-portiere della finale di coppa di sei anni prima, Ferdinand Feigl. Dopo questo brevissimo intermezzo, la squadra recuperò la propria mediocrità. Nonostante ciò, non mancavano tra i giocatori bianconeri (molti dei quali erano originari dello stesso quartiere di Meidling) dei veri campioni: su tutti Karl Zischek, pilastro del Wunderteam semifinalista a Italia 1934, e vincitore della Coppa Internazionale 1931-1932, e Hans Walzhofer.

### La guerra, la rinascita e ildouble
L'arrivo ai vertici del calcio nazionale arrivò effettivamente alla fine degli anni trenta. Nel 1934-1935 il Wacker eguagliò il miglior risultato della sua storia (quarto posto, come nel 1927-1928), ripetendosi nel 1936-1937 e nel 1937-1938. Dopo l'Anschluss operato da Hitler, il Wacker fu inquadrato nel campionato tedesco. La Nationalliga con il suo professionismo, ritenuto «indegno di un uomo tedesco», fu cancellata e sostituita dalla Gauliga, dove tutti i giocatori dovevano essere dilettanti. Proprio nella prima stagione i bianconeri, allenati da Otto Haftl, sfiorarono il titolo: all'ultima giornata, il 19 marzo 1939, sfidarono l'Admira al Prater-Stadion, davanti a 38.000 spettatori. La sconfitta (2-4) condannò il Wacker al secondo posto, comunque il miglior risultato nella sua storia. L'Admira sarebbe poi stata vicecampione di Germania.
Il secondo posto fu ripetuto nel 1939-1940 e nel 1940-1941, in entrambi i casi alle spalle del Rapid di Franz Binder, una delle squadre più forti del Reich. Nella Coppa di Germania 1939, giunto alle semifinali contro il Waldhof Mannheim, la squadra pareggia per 1-1 dopo i tempi supplementari nella prima sfida, a Mannheim. Il ritorno, a Vienna, finisce pure ai supplementari (2-2), una terza sfida in campo neutro (Monaco) anch'essa prolungatasi per 120', si conclude a reti inviolate. Il sorteggio premierà la formazione del Baden-Württemberg. Proprio come venticinque anni prima, il club soffre le vicende belliche: il nazionale Alexander Martinek (portiere) cade in combattimento, mentre Josef Pekarek resta mutilato. Anche lo stadio subisce bombardamenti. Nel 1943-1944 si salva dalla retrocessione allo spareggio con il Reichsbahn (2-1), l'anno seguente deve ritirarsi prima dell'inizio del torneo, poi comunque sospeso.
Una settimana prima della capitolazione della Germania, il 1º maggio 1945, alla Rosasgasse si giocava di nuovo a calcio. Si svolse infatti, nel quadro dei festeggiamenti organizzati dalle truppe sovietiche di occupazione per la festa del lavoro, un'amichevole in cui il Wacker surclassò una selezione di residenti cechi di Vienna (8-0). Grazie ai nuovi arrivati Otto Marischka e Wilhelm Hahnemann, entrambi provenienti dall'Admira, i bianconeri arrivarono terzi nel primo campionato del dopoguerra. L'arrivo dei due punti di forza dall'Admira è legato ad un fatto curioso: infatti lo stadio dei rossoneri si trovava nel settore della città amministrato dai sovietici, mentre i due giocatori abitavano nella zona britannica, la stessa dove si trovava l'impianto del Wacker.
Nel 1947 il club vinse il titolo nazionale con la vittoria dell'8 giugno contro il Wiener SC per 4-0, con doppietta di Theodor Wagner. Tre settimane dopo, i meidlinger sconfissero 4-3 l'Austria Vienna in finale conquistando la ÖFB-Cup. L'andamento della finale fu quello tipico delle partite epiche: avanti dopo mezz'ora grazie al gol di Ernst Reitermaier (capocannoniere del campionato nel 1941-1942), Josef Stroh pareggiò al 45' per i violette. Wilhelm Hahnemann portò nuovamente avanti il Wacker al 65', ma Adolf Huber, con due reti in due minuti (74' e 75') portò in vantaggio l'Austria. Reitermaier pareggiò quindi all'83', e tre minuti dopo ancora Hahnemann segnò il gol del definitivo 4-3. Il Wacker aveva vinto la sua prima coppa, consegnata dal cancelliere Leopold Figl davanti ai 35.000 spettatori del Prater. La formazione schierata: Pelikan; Virius, Marischka; Macho, Hanappi, Brinek; Licker, Kalcik, Strobl, Reitermaier, Hahnemann.

### Gli eterni secondi e l'esordio in Europa
Dopo la vittoria del double il Wacker entrò nel decennio degli "eterni secondi", con ben quattro secondi posti in campionato. Il nuovo allenatore, Edi Frühwirth, fautore del sistema, portò il club a lottare sino alla fine in un duello contro il Rapid. Dopo aver superato 1-0 lo Sport-Club nell'ultima partita, il Wacker doveva attendere il risultato della partita Austria-Rapid, che si sarebbe giocata il giorno dopo, e nella quale ai biancoverdi sarebbe bastato un pareggio per consacrarsi campioni d'Austria. Tra i 45.000 spettatori stipati nel Prater, il 6 giugno 1948, vi era l'intera squadra del Wacker, oltre a numerosissimi tifosi del Rapid. Dopo un'ora di gioco i violette conducevano per 2-0, ma la rete di Knor e il rigore a tempo quasi scaduto di Robert Körner, condannarono il Wacker alla piazza d'onore dietro al Rapid. Questo episodio, insieme a quello del ratto della stella Hanappi (trasferito al Rapid nel 1950), e ad altre sfide in campionato contribuirono alla nascita di una "eterna inimicizia" tra le due tifoserie. Dopo un quarto e un terzo posto, il Wacker tornò a respirare aria di alta classifica. Con un attacco composto da Ernst Bokon, Richard Brousek, Walter Haummer e Theodor Wagner furono raggiunti i 100 gol in campionato. Ma non bastarono per fare meglio del Rapid e dei 133 gol dell'attacco biancoverde.
Nel 1951 il club disputò la Zentropa Cup insieme a Rapid, Dinamo Zagabria e Lazio. Superati gli jugoslavi in semifinale per 4-1, i bianconeri approdarono alla finale del 5 giugno contro il Rapid, in cui giocava Hanappi: nonostante andassero per due volte in vantaggio, i meidlinger furono infine sconfitti per 3-2.
In campionato si rivede il "vecchio" Wacker: nel 1952-1953 è nuovamente vicecampione, preceduto di un solo punto dall'Austria Vienna, a dispetto di un attacco atomico: 101 reti segnate in appena 26 partite, una media di 3,88 per partita! Il torneo si decide alla 24ª giornata, il 7 giugno 1953, nello scontro diretto al Prater: di fronte a 45.000 spettatori, Wacker e Austria pareggiano 1-1, risultato che permette ai violette di conservare il punto di vantaggio che sarà fondamentale per il titolo. Inutile la vittoria sullo Sturm Graz per 7-2, contemporaneamente l'Austria Vienna surclassa il Grazer SC per 12-3 e si assicura la vittoria. Nello stesso anno Theodor Brinek, fu convocato nella selezione mondiale della FIFA, prima di lasciare il club (dove giocava dal 1939) e trasferirsi al Monaco in Division 1. L'anno seguente, per la Coppa del Mondo in Svizzera la nazionale convoca quattro giocatori bianconeri: il portiere Franz Pelikan, il difensore Walter Kollmann, e gli attaccanti Walter Haummer e Theodor Turl Wagner, quest'ultimo autore di 3 reti nella semifinale contro la Svizzera (7-5). L'Austria terminerà la rassegna iridata al 3º posto, miglior risultato di sempre. Dopo il quarto posto del 1954-1955, nella stagione 1955-1956 il Wacker fu protagonista della lotta per il titolo per l'ultima volta nella sua storia. Dopo 28 turni passati in testa alla classifica, la solita sfida dell'ultimo turno al Prater contro l'Austria Vienna si concluse con una sconfitta per 3-1 che portò il Rapid al titolo. Intanto, il presidente Alfred Frey scriveva la storia del calcio: il 18 marzo 1956, davanti alla dirigenza UEFA, avanzava la proposta di una competizione internazionale riservata ai vincitori delle varie coppe nazionali: era la Coppa delle Coppe, la cui prima edizione si sarebbe tenuta nel 1960-1961.

### Alti e bassi e la fusione con l'Admira
Dopo il 1956 la situazione finanziaria del Wacker si fece sempre più seria: nelle due stagioni seguanti arrivarono due quarti posti, e nella Coppa del Mondo in Svezia i colori bianconeri erano rappresentati da Walter Kollmann e dai fratelli Ernst e Paul Kozlicek. Ma i successi sportivi non avrebbero più coperto a lungo i disavanzi di bilancio: nel 1958-1959, prima di una partita a Graz contro il Grazer AK, sei giocatori (Pelikan, Hager, Schrottenbaum, Wagner I, Wagner II e Kozlicek II) si rifiutarono di scendere in campo, in quanto il club non poteva più permettersi di pagare un premio partita di 100 scellini ai giocatori. L'epurazione, pur necessaria, che seguì (i giocatori scioperanti furono messi fuori rosa) incise profondamente sulle fortune sportive del club. Nell'emergenza, l'ex giocatore Hahnemann dovette addirittura scendere in campo in un match contro il First Vienna, dove a dispetto dei suoi 45 anni, segnò un gol. La "stagione dello sciopero" (streiksaison) si concluse con un ottavo posto, ma già nel 1961 il club si trovò in una posizione di classifica pericolosa: dopo l'ultima giornata (0-2 contro il First davanti a soli 8.000 spettatori) la prima retrocessione nella storia del Wacker divenne realtà, con solo un punto di ritardo da Schwechat e Semmering. Iniziò così un periodo da squadra-ascensore, con continue promozioni e ricadute in Regionalliga Ost (all'epoca la seconda divisione). Ancora una volta nel 1962-1963 la retrocessione arrivò per un solo punto (fatale un 2-4 contro il Wiener SC), e l'anno seguente arrivò l'immediata promozione. La retrocessione del 1965 fu più netta: ultimo posto con 5 punti di ritardo dal Kapfenberger. Il copione non cambia: promosso nel 1966 e retrocesso ancora l'anno seguente, il Wacker è preda di una cronica instabilità sportiva che si riflette negativamente sull'immagine del club. Nel 1968-1969 i bianconeri riuscirono a salvarsi, mettendo fine a otto stagioni di saliscendi. Un evento pressoché unico nella storia del calcio austriaco, che mise a dura prova la fedeltà dei tifosi: una media di 12.500 spettatori a gara, in questo periodo, potevano vantarla solo squadre di vertice come Rapid Vienna e LASK Linz.
Ma dopo due anni, nel 1970-1971, fu di nuovo retrocessione, e questa volta i problemi finanziari si presentavano insormontabili: ai dirigenti l'unica soluzione possibile parve la fusione con l'Admira, club di Maria Enzersdorf, a formare il nuovo Admira/Wacker, che lascerà Vienna per la Bassa Austria, conferendo una identità completamente nuova al club. Non era la prima volta che una tale soluzione veniva presa in considerazione: già dopo la retrocessione del 1966 erano stati avviati contatti con la dirigenza dello Schwechat, poi terminati con un nulla di fatto. L'ultima partita ufficiale del club ebbe luogo il 19 giugno 1971 contro il Wacker Innsbruck, e fu una sconfitta per 4-2. Ernst Dokupil fu l'autore dell'ultima rete segnata dagli Schönbrunner nella loro storia. Fu un addio in silenzio, però, in quanto le telecamere presenti erano tutte per i tirolesi che, con questa vittoria, conquistavano il loro primo titolo nazionale.

### Epilogo a Brunn am Gebirge
Dopo la fusione, la licenza di Regionalliga del Wacker fu utilizzata per dare vita alla seconda squadra del nuovo sodalizio, il FC Wacker/Admira (notare l'inversione dei nomi rispetto alla prima squadra). Ancora, il 5 luglio 1972 il Wacker/Admira a sua volta si unì in spielgemeinschaft con il SCG Brunn di Brunn am Gebirge, formando il Wacker Brunn. Lo SPG venne ufficialmente sciolto il 19 settembre 1973. Questo significò la fine del nome "Wacker". Nella sua unica stagione, il Wacker Brunn aveva ottenuto il 7º posto su 14 squadre nella Regionalliga, con 25 punti.

## Stadio

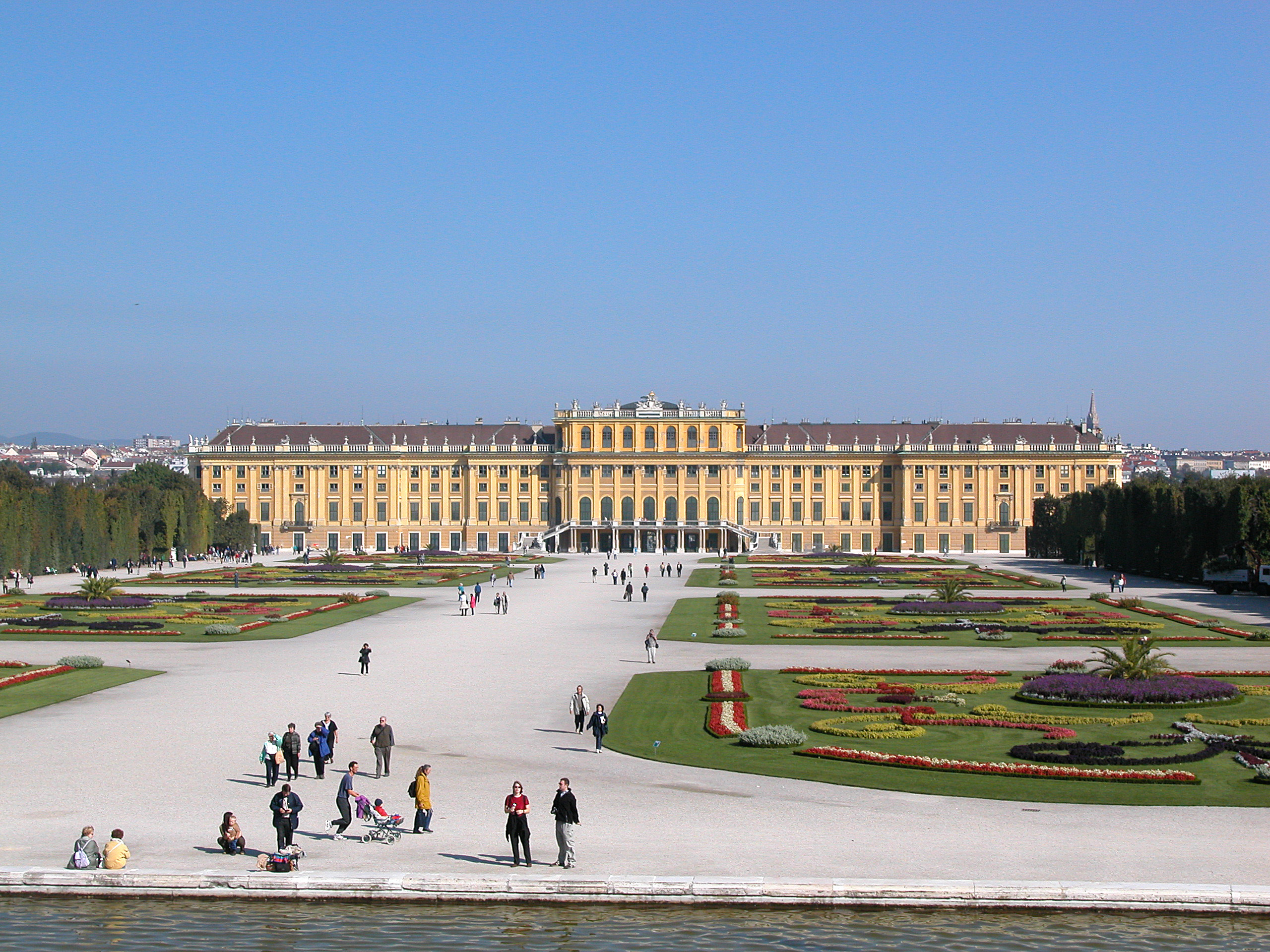
La vicinanza dello stadio al castello diede al club il soprannome Schönbrunner

Gli esordi videro il Wacker giocare su campi che ben poco avevano a che fare con i moderni stadi. Nel 1909 fu inaugurato il primo campo di gioco ufficiale, lasciando il precedente campo sulla Edelsinnsstraße, in seguito all'ingresso nella ÖFV. La crescente popolarità del club portò la dirigenza, subito dopo la guerra, a progettare la costruzione di un impianto più grande. Così iniziarono i lavori per la costruzione di un impianto da 20.000 spettatori, nel distretto di Meidling e vicino al Castello di Schönbrunn. Firmati dall'ing. Gold, i progetti dello stadio furono realizzati dalla ditta Josef Takacs. Lo Stadion an der Rosasgasse aveva 17.000 posti in piedi e 3.000 a sedere. L'inaugurazione avrebbe dovuto aver luogo l'8 ottobre 1921: la partita con l'Hertha, rivale storica dell'epoca, fu però abbandonata sull'1-1 per forti piogge. L'inaugurazione effettiva avvenne dunque il giorno successivo contro i cechi del Moravská Slavia di Brno. Il nazionale Johann Kowanda, che già aveva segnato nella partita contro l'Hertha, segnò una tripletta.
Il Wacker giocò alla Rosasgasse fino al 1971. Oggi l'impianto esiste ancora, viene utilizzato dalle scuole, ed è stato rinominato Bundesspielplatz Schönbrunn.

## Giocatori
Nella lunga storia del Wacker si possono individuare tre giocatori che hanno avuto un ruolo fondamentale per il club. Il primo di essi fu, negli anni '30, Karl Zischek. Trascorse in bianconero tutta la carriera, dal 1929 al 1947, e fece parte della squadra che vinse campionato e Coppa d'Austria proprio nella sua ultima stagione. Con 24 gol in 40 partite è a tutt'oggi nei migliori 10 marcatori di sempre della nazionale, divenendo uno dei pilastri del Wunderteam. Nel decennio successivo si impose Theodor Wagner, uno dei più prolifici attaccanti della storia del Wacker. Autore di tre reti a Mondiali del 1954, conclusi al terzo posto, è il 10º miglior marcatore nella storia della nazionale, con 22 centri in 46 partite nel periodo 1946-1957.
Ma il miglior giocatore della storia del club fu senza dubbio Gerhard Hanappi. Eletto dalla IFFHS come uno dei 50 migliori giocatori del XX secolo, fu eletto giocatore austriaco dell'anno nel 1950. Il suo trasferimento al Rapid fu alla base di una profonda rivalità tra le tifoserie.
Oltre a Karli Zischek, solo altri due giocatori del Wacker hanno raggiunto la doppia cifra di presenze in nazionale. Ricordiamo inoltre Leopold Resch (in campo nella finale di Coppa d'Austria del 1923), Johann Horvath, Wilhelm Hahnemann, Walter Haummer, Theodor Brinek, Walter Kollmann e i fratelli Kozlicek, Ernst e Paul.

### Giocatori convocati in nazionale
- Theodor Brinek sen.
- Theodor Brinek
- Richard Brousek
- Karl Cart
- Ferdinand Feigl
- Otto Fischer
- Ernst Foreth
- Wilhelm Hahnemann
- Gerhard Hanappi
- Franz Hanreiter
- Walter Haummer
- Rainer Hinesser
- Walter Horak
- Johann Horvath
- Franz Jellinek

- Adalbert Kaubek
- Walter Kollmann
- Johann Kowanda
- Paul Kozlicek
- Ernst Kozlicek
- Josef Pekarek
- Franz Pelikan
- Karl Rappan
- Leopold Resch
- Franz Twaroch
- Theodor Wagner
- Hans Walzhofer
- Josef Wana
- Karl Zischek
- Friedrich Zwazl

### Capocannoniere del campionato
- 1941-1942: Ernst Reitermaier (20 gol)
- 1954-1955: Richard Brousek (31 gol)

### Calciatore austriaco dell'anno
- 1950: Gerhard Hanappi

## Dopo la fusione: tentativi di rilancio
Il Wacker è stato per decenni uno dei segni distintivi di Meidling: nel quartiere la squadra era un'istituzione, e oggi la storia dei bianconeri è raccontata nel Bezirksmuseum (museo distrettuale). Ma dal 1971, dopo la fusione, sono stati molti i tentativi di ridar vita ad un club che potesse seguire le orme del Wacker.
Il primo tentativo fu quello del Wacker 72, che non si concretizzò e diede vita all'ASK Liesing. Un secondo, negli anni ottanta, andò invece a buon fine: la squadra fondata come Wacker Wien si guadagnò l'attenzione della stampa e, attraverso una successiva fusione con il Groß Viktoria nacque il Wacker/Groß Viktoria, che nel 1988-1989 fu promosso in Regionalliga. In seguito, i soliti problemi finanziari convinsero il presidente Anton Cupak a retrocedere la squadra nella Wiener Stadtliga, nonostante un buon piazzamento a metà classifica, e ripartire con la denominazione di Viktoria.
Il Wacker ricomparì nella Stadtliga, e nel 1994-1995 ottenne un grande successo con la conquista della Coppa della WFV, con un 4-2 in finale al Gersthofer. Curiosamente, poco dopo questo exploit il club ha dovuto interrompere l'attività e pensare seriamente a lasciare nuovamente Vienna. Così, il 26 novembre 1999, dalla fusione con l'ASK Lichtenwörth, una piccola squadra della Bassa Austria, nacque lo Sportclub Wacker Wien-Lichtenwörth. L'ultimo tentativo in ordine di tempo di ridare vita alla gloriosa storia del Wacker risale al 2005. Questa nuova società, sotto il nome storico di Sportclub Wacker Wien, gioca le partite casalinghe nello stadio del Wiener-Viktoria, e al 2008-2009 milita nella più bassa categoria nazionale.

## Palmarès

### Competizioni nazionali
- Campionato austriaco: 1

1946-1947
- Campione di seconda divisione: 7

2. Klasse: 1911-1912, 1912-1913, 1913-1914
Regionalliga Ost: 1961-1962, 1963-1964, 1965-1966, 1967-1968
- Coppa d'Austria: 1

1946-1947

### Altri piazzamenti
- Campionato austriaco:

Secondo posto: 1938-1939, 1939-1940, 1940-1941, 1944-1945, 1947-1948, 1950-1951, 1952-1953, 1955-1956
Terzo posto: 1945-1946, 1949-1950, 1953-1954
- Coppa d'Austria:

Finalista: 1922-1923
Semifinalista: 1914-1915, 1917-1918
- Coppa di Germania:

Semifinalista: 1939
- Zentropa Cup

Finalista: 1951